# 無定河
无定河是中华人民共和国陕西省北部的一条河流，是黄河的一级支流之一。因其含泥沙很多，常常改道而得名。其河道大致與古絲路陝西段，現時的210國道平行。
无定河的名字始见于唐代。无定河流入鄂尔多斯境内后又称沙拉乌苏河、萨拉乌苏河或乌苏河。上源红柳河，源于陕西定边县东南白于山北麓
。向东南流经毛乌素沙漠南侧和鄂尔多斯市境内。沿途接纳納林河、海流兔河、芦河、榆溪河、大理河、淮宁河等支流。在清涧县河口村注入黄河 。无定河全长490余公里，流域面积约3万平方公里 。年径流量15.3亿立方米，而平均每年输入黄河的泥沙达2.23亿吨。

## 文化
无定河常出现在唐代边塞诗中，具有特別的象征意義。最著名的为唐代诗人陈陶的《陇西行》：
|  | 誓扫匈奴不顾身，五千貂锦丧胡尘。可怜无定河边骨，犹是春闺梦里人。 |

## 历史
1922年，河套人化石在伊克昭盟乌审旗的无定河河岸沙层中被发现。这一带后来发现的晚期旧石器时代遗址被称为河套文化。后来新石器时代的仰韶文化和龙山文化也扩展到无定河流域。
公元407年（五胡十六國時期），鐵弗部匈奴人赫連勃勃在朔方反叛后秦，起兵自立，國號為「夏」，自称大单于，大夏天王，年号龙升，并改姓赫连氏（原姓「劉」）。三年后赫連勃勃改元凤翔，在朔方水北、黑水之南营建都城，曰统万城（今陝西省靖边县北白城子），寓「统一天下，君临万邦」之意。
北宋時期，無定河流域為宋朝、西夏兩國之間的邊界，因此兩國經常在該處爆發戰事，宋夏雙方在製造攻城或守城工具時，都不可避免破壞當地植被。另一方面，為了應付西夏人的入侵，宋軍要在當地常駐大量軍隊，屯兵开垦，毁灭森林，破坏植被，令當地生態環境更進一步惡化。宋夏戰爭持續了近百年，期間戰事常在無定河流域拉鋸，對當地生態環境的破壞是不可逆转的。
明朝時期，無定河的生態環境已變得惡劣，水土流失嚴重。明朝晚葉，陝西境內發生大規模旱災，引致包括無定河流域的嚴重飢荒，百姓紛紛揭竿而起，著名的農民起義領袖李自成就是出生在無定河流域的米脂縣（今陝西省榆林市）。
民國時期的無定河兩岸，當地農民因為經濟利益的引誘，從種植棉花，改為種植經濟價值更高的「鴉片」，並得到當地軍閥的鼓勵，理由是種植鴉片能令軍閥們得到足夠軍餉。這個情況一直持續到1949年中華人民共和國成立后。

## 地理
據地質學者考證，古時候無定河一帶是個水草肥美，風光宜人的牧場，是中原王朝著名的養馬之地，歷史上曾經為匈奴、羌、鐵弗、丁零、突厥、党項人所佔據。
直到唐朝中葉，无定河两岸逐漸形成以风沙滩地、河塬涧地、黄土丘陵沟壑三种类型為主的地形地貌。造成地貌大变迁的原因，主要是當地的乾旱氣候、战乱和屯军开垦，令當地生態環境開始惡化，從黃土高原沖刷下來的黃沙，導致河水含沙量驚人。河床大量泥沙的淤積，又使河道难以稳定，這才有「无定河」的正式名稱。
宋代著名科学家沈括為了率兵抗击西夏，曾在無定河一帶作过详细的地理考察，並在他晚年所著的《梦溪笔谈》中，描写他在無定河行軍的艱苦：
|  | 余尝过无定河，度活沙，人马履之百步外皆动，倾倾然如人行幕上，其下足处虽甚坚， 若遇其一陷则人马拖车应时皆没，至有数百人平陷无子遗者。 |

二十世紀五十年代初，中國政府為解決黃河含沙過多的問題，在黃河流域作出一番地理調查，發現無定河流域為黃河的主要泥沙來源。因此，中國政府用了近三十年時間，透過鼓勵無定河流域百姓梯田耕作、造林，以及建設水利設施，用以減緩當地的荒漠化和水土流失進程，迄今開始見到成效。